# Atsuki Ito
Atsuki Ito (Urawa, 11 augustus 1998) is een Japans voetballer die sinds 2024 uitkomt voor KAA Gent.

## Clubcarrière
Ito genoot zijn jeugdopleiding bij Urawa Red Diamonds. Na een paar seizoenen voor de Ryutsu Keizai University te zijn uitgekomen, maakte hij in 2021 zijn intrede in de J1 League met Urawa Red Diamonds. Ito won in zijn debuutseizoen de Beker van de keizer met zijn club. In zijn tweede seizoen won hij naast de Japanse Supercup ook de AFC Champions League.
In augustus 2024 ondertekende Ito een vierjarig contract bij de Belgische eersteklasser KAA Gent.

## Interlandcarrière
Ito maakte op 15 juni 2023 zijn interlanddebuut voor Japan: in de vriendschappelijke interland tegen El Salvador (6-0-winst) mocht hij in de 76e minuut invallen voor Hidemasa Morita.